# Дмитрієвка (Республіка Алтай)
Дмитрієвка (рос. Дмитриевка) — село Турочацького району, Республіка Алтай Росії. Входить до складу Дмитрієвського сільського поселення.
Населення — 607 осіб (2015 рік).